# Zunge
"Zunge" é o primeiro álbum solo de Till Lindemann. Foi lançado em 3 de novembro de 2023. Foi um álbum lançado independente pelo artista. A versão em CD começou a ser vendida no dia 10 de novembro durante a turnê, e foi lançada em 17 de novembro.

## Faixas

### Edição digital
| N.º            | Título                                                                                | Música                      | Duração |  |
| 1.             | "Zunge"                                                                               | Daniel Karelly              | 4:35    |  |
| 2.             | "Sport Frei"                                                                          | Sky van Hoff                | 4:12    |  |
| 3.             | "Altes Fleisch"                                                                       | Daniel Karelly              | 4:24    |  |
| 4.             | "Übers Meer"                                                                          | Olsen Involtini, Louis Cass | 3:19    |  |
| 5.             | "Du hast kein Herz"                                                                   | Sky van Hoff                | 3:52    |  |
| 6.             | "Tanzlehrerin"                                                                        | Sky van Hoff                | 4:22    |  |
| 7.             | "Nass"                                                                                | Daniel Karelly              | 3:53    |  |
| 8.             | "Alles für die Kinder"                                                                | Clemens Wijers              | 3:50    |  |
| 9.             | "Schweiss"                                                                            | Sky van Hoff                | 4:01    |  |
| 10.            | "Lecker"                                                                              | Daniel Karelly              | 3:31    |  |
| 11.            | "Selbst verliebt"                                                                     | Olsen Involtini             | 2:49    |  |
| 12.            | "faixa oculta" (música sem título - aparece aos 30 segundos após o final da faixa 11) | Daniel Karelly              | 3:21    |  |
| Duração total: | Duração total:                                                                        | Duração total:              | 46:28   |  |

### Edição física
| N.º            | Título                                                                                | Música                      | Duração |  |
| 1.             | "Zunge"                                                                               | Daniel Karelly              | 4:35    |  |
| 2.             | "Sport Frei"                                                                          | Sky van Hoff                | 4:12    |  |
| 3.             | "Altes Fleisch"                                                                       | Daniel Karelly              | 4:24    |  |
| 4.             | "Übers Meer"                                                                          | Olsen Involtini, Louis Cass | 3:19    |  |
| 5.             | "Du hast kein Herz"                                                                   | Sky van Hoff                | 3:52    |  |
| 6.             | "Tanzlehrerin"                                                                        | Sky van Hoff                | 4:22    |  |
| 7.             | "Ich hasse Kinder"                                                                    | Sky van Hoff                | 3:52    |  |
| 8.             | "Nass"                                                                                | Daniel Karelly              | 3:53    |  |
| 9.             | "Alles für die Kinder"                                                                | Clemens Wijers              | 3:50    |  |
| 10.            | "Schweiss"                                                                            | Sky van Hoff                | 4:01    |  |
| 11.            | "Lecker"                                                                              | Daniel Karelly              | 3:31    |  |
| 12.            | "Selbst verliebt"                                                                     | Olsen Involtini             | 2:49    |  |
| 13.            | "faixa oculta" (música sem título - aparece aos 30 segundos após o final da faixa 11) | Daniel Karelly              | 3:21    |  |
| Duração total: | Duração total:                                                                        | Duração total:              | 50:08   |  |

## Histórico de lançamento
| Região         | Data                   | Formatos                   | Gravadora | Catálogo        | Nota |
| -------------- | ---------------------- | -------------------------- | --------- | --------------- | --- |
| Mundo          | 3 de novembro de 2023  | Download digital Streaming | Lindemann | —               | - |
| União Europeia | 17 de novembro de 2023 | CD                         | Lindemann | 9 509845 562687 | Capa com coloração acinzentada. As vendas foram iniciadas durante a turnê no dia 10 de novembro. Incluia uma sacola e uma camiseta. Inclui uma linha extra no final da letra de "Tanzlehrerin". |
| União Europeia | 17 de novembro de 2023 | CD                         | Lindemann | 9 505361 872880 | Edição limitada. Inclui um travesseiro com formato e estampa de carne. Embalado em uma bandeja de plástico. Álbum em versão digipack.                                                           |
| União Europeia | 1 de dezembro de 2023  | Vinil                      | Lindemann | —               | Capa com coloração azulada. |

## Desempenho nas paradas
| Paradas                                      | Posição |
| -------------------------------------------- | ------- |
| Alemanha (Offizielle Deutsche Charts)        | 2       |
| Áustria (Ö3 Austria)                         | 10      |
| Suíça (Schweizer Hitparade)                  | 18      |
| Reino Unido (Official Album Downloads Chart) | 26      |
| Bélgica (Ultratop)                           | 79      |

## Créditos
(Retirados do livreto do álbum)
Letras escritas por Till Lindemann
Vocais por Till Lindemann
Altes Fleisch, Du hast kein Herz, Ich hasse Kinder, Schweiss, Sport frei, Tanzlehrerin

Música escrita por Sky van Hoff,
Produzido por Sky van Hoff,
Projetado e mixado por Sky van Hoff.
Todos os instrumentos executados por Sky van Hoff
Altes Fleisch

Edição vocal adicional: Marco Kollenz.
Edição de bateria: Marco Bayati
Du hast kein Herz

Edição de bateria: Marco Bayati.
Edição vocal adicional: Marco Kollenz
Schweiss

Edição vocal adicional: Marco Kollenz.
Edição de bateria: Marco Bayati
Sport frei

Edição de bateria: Marco Bayati.
Edição vocal adicional: Marco Kollenz.
Coro escrito por Sky van Hoff.
Edição do coro: Marco Bayati.
Coro organizado e conduzido por Martin Te Laak.
Executado por partes do Aachener Kammerchor, na Igreja Dreieinigkeitskirche, Eschweiler, Alemanha.
Gravação do coro projetada por Marco Kollenz.
Grupo de gritos: Gah Krämer, Llewellyn van Hoff, Marco Bayati, Stefan Scholz, Matze Schmitt, Manuel Simek, Colin Neurath, Patrick Dierks, Jan Ophuels, GHØSTKID, Marcel Caccamese, Oliver Blank.
Alles für die Kinder

Música escrita por Clemens Wijers,
Produzido por Clemens Wijers,
Todos os instrumentos gravados por Clemens Wijers,
Backing vocals adicionais de Clemens Wijers,
Mixado por Olsen Involtini
Zunge, Nass, Selbst verliebt, Lecker

Música escrita por Daniel Karelly,
Produzido por Daniel Karelly,
Todos os instrumentos e backing vocals adicionais executados por Daniel Karelly,
Mixado por Daniel Karelly
Lecker

Vocais adicionais: Daniel Karelly
Übers Meer

Produzido por Louis Cass e Olsen Involtini,
Programação e Teclados por Louis Cass,
Programação adicional e teclados por Constantin Krieg,
Mixado por Olsen Involtini
Ich hasse Kinder

Cortesia da Universal Music Alemanha
Todas as músicas masterizadas por
Svante Forsbäck
Publicação
Controle de direitos autorais
Gestão: Birgit Fordyce, Stefan Mehnert
Assistente Executiva de Till Lindemann: Jessica Eckensberger
Gerenciamento do projeto do álbum: Lisa Heins
Contador: Jan Schäfer
Assistente de gestão: Diana Chowdhury
Direção de arte e design de arte por Rocket & Wink
Imagens por Den Zozulya
Conceito por Gleb Davydov
Consultores Jurídicos: Boris Schade e Sebastian Ott, Lichte Rechtsanwälte
Till Lindemann agradece a: Anar Reiband, Anna Kott, Erik Kämpfer, Joern Heitmann, Philippe Koenig, Ruslana Port, Serghey Grey, Zoran Bihac, Joe Letz, Andreas Daermann, Kristoff Jansen e Etienne "Eddy" Kauertz